# Tillie Martinussenová
Tillie Martinussenová (*1980, Nuuk) je grónská politička a předsedkyně Strany spolupráce.

## Životopis
Tillie Martinussenová se narodila v létě roku 1980 v Nuuku. Když jí bylo sedm let, došlo u nich doma k roztržce a rodiče se rozvedli. Poté byla umístěna do sirotčince v Dánsku.
Její politická kariéra začala v roce 2013, kdy kandidovala za stranu Demokraté v parlamentních volbách. Umístila se však až na osmém místě. V témže roce kandidovala v komunálních volbách a dosáhla čtvrtého místa v kraji Sermersooq. V parlamentních volbách v roce 2014 se jí podařilo získat druhé záložní křeslo za Demokraty a dostala se do parlamentu, když se její strana stala součástí vlády. Když Demokraté v prosinci 2016 opustili vládu, Tillie opět odstoupila z parlamentu.
V roce 2017 vystoupila ze strany a připojila se k Michaelu Rosingovi, který rovněž odstoupil. V roce 2018 společně založili Stranu spolupráce (Suleqatigiissitsisut). V parlamentních volbách v roce 2018 se Tillie Martinussenové podařilo získat jediný mandát za tuto stranu. Kvůli své politice proti nezávislosti je jednou ze čtyř hlavních postav dokumentárního filmu Kampen om Grønland, který se zabývá otázkou nezávislosti Grónska.
V říjnu 2020 ji několik členů strany obvinilo z používání stranické pokladny na soukromé výdaje, což Tillie Martinussenová a vedení strany popřeli. Poté, co ji a vedení strany v důsledku toho pět členů nahlásilo na policii, nechali tuto pětici vyloučit ze strany, včetně zakladatele a původního předsedy strany Michaela Rosinga. O několik dní později, 20. prosince 2020, byla jednomyslně zvolena předsedkyní strany, v jejímž vedení působila již od jara 2019.
Před grónskými parlamentními volbami v roce 2021 uvedla, že se její strana zaměří na rozvoj podnikání, rozšíření sociální péče a zvýšení daní. Kritikové kolonialismu jsou podle ní mladí Gróňané žijící v Dánsku. Je tvrdou kritičkou grónské nezávislosti, která si přeje privatizaci části státních podniků. V parlamentních volbách v roce 2021 Tillie a zbytek Strany spolupráce výrazně prohráli.